# Палагин, Виктор Васильевич
Виктор Васильевич Палагин (1927—2015) — советский инженер и организатор речного флота, директор завода «Теплоход» (1964—1979). Почётный гражданин Нижегородской области (1998).

## Биография
Родился 18 марта 1927 года в селе Новодевичье, Шигонского района Самарской области в семье речника. 
С 1942 года в период Великой Отечественной войны в возрасте пятнадцати лет, В. В. Палагин начал свою трудовую деятельность штурвальным вахты на буксирном пароходе «Челюскинец» работавшем на Сталинградской переправе в самый разгар Сталинградской битвы. Позже до конца войны работал токарем на Самарском судоремонтном заводе, где для нужд фронта изготавливали мины и снаряды для Гвардейского реактивного миномёта.
С 1946 по 1949 годы  проходил обучение в Куйбышевском речном техникуме, по окончании которого получив специальность техника-технолога, с 1949 по 1954 годы обучался в Горьковском институте инженеров водного транспорта, после окончания которого с 1954 по 1964 годы в течение десяти лет работал старшим мастером механического цеха, начальником инструментального цеха, заместителем директора по снабжению, транспорту и сбыту на Куйбышевском судоремонтном заводе и на заводе «Теплоход» в городе Бор Нижегородской области.
С 1964 по 1979 годы в течение пятнадцати лет, В. В. Палагин являлся  директором  завода «Теплоход». Под руководством В. В. Палагина завод из отстающих стал одним из ведущих предприятий речного флота не только отрасли но и всего СССР, был увеличен объем выпускаемой продукции в два раза, построено более тысячи плавучих кранов грузоподъемностью пять и шестнадцати тонн, была проведена реконструкция цехов и всего энергетического хозяйства заводского комплекса, занимался и строительством жилого и социального фондов для семей заводчан: был возведен новый жилой микрорайон, была создана площадь Победы в городе Бор и спортивный комплекс. Указом Президиума Верховного Совета СССР за свои достижения в труде В. В. Палагин дважды награждался Орденом Трудового Красного Знамени и Орденом «Знак Почёта».
С 1979 по 1981 годы был начальником Горьковского центрального конструкторского бюро Центрального технического управления Министерства речного флота РСФСР. С  1981 по 1986 годы был ответственным представителем Министерства речного флота РСФСР при торговом представительстве Советского Союза в Венгерской Народной Республике. С 1986 по 1988 годы работал заведующим Горьковской научно-исследовательской лаборатории испытания материалов Министерства речного флота РСФСР. 
24 ноября 1998 года «за заслуги перед Нижегородской областью» В. В. Палагин был удостоен почётного звания — Почётный гражданин Нижегородской области. 
Скончался 26 февраля 2015 года в городе Бор Нижегородской области, похоронен на Липовском кладбище.

## Награды
- Два Ордена Трудового Красного Знамени
- Орден «Знак Почёта»
- Медаль «За доблестный труд в Великой Отечественной войне 1941—1945 гг.»[3]
- Медаль «За отвагу на пожаре»[3]
- Медаль «В ознаменование 100-летия со дня рождения Владимира Ильича Ленина»

### Звания
- Почётный гражданин Нижегородской области (24.11.1998 г. № 224/305[4])
- Почётный работник речного флота РСФСР[2]

## Память
- В городе Бор Нижегородской области в жилом микрорайоне Липово именем В. В. Палагиным названа улица[2]